# 周建雄
周建雄（1955年1月—），湖南长沙人，汉族，大学文化，教授级高级政工师、高级经济师，1971年7月参加工作，1976年6月加入中国共产党。曾任湘电集团有限公司党委书记、董事长。第十二届全国人民代表大会湖南地区代表。

## 經歷
毕业于湖南师范大学中国近代史专业。1971年7月在湘潭电机厂参加工作；历任技工学校教师、湘潭电机厂团委书记；1993年赴日本东京研修企业管理；1995年任南方通用电气集团公司（湘潭电机厂）副总经理（副厂长），党委副书记；湘潭电机集团有限公司监事会主席、党委副书记；曾任湘潭电机集团有限公司党委书记、董事长，直到2016年6月退休。
曾被評為「2012中国制造业10大创新人物」之一。
2016年9月14日，据湖南省纪委消息：湘电集团有限公司原党委书记、董事长周建雄涉嫌严重违纪，接受组织调查。据高检网消息，2017年1月18日，湖南省人民检察院依法以涉嫌受贿罪对湘电集团有限公司原董事长周建雄（正厅级）决定逮捕。